# Бермельяр
Бермельяр (ісп. Bermellar) — муніципалітет в Іспанії, у складі автономної спільноти Кастилія-і-Леон, у провінції Саламанка. Населення — 164 особи (2010).
Муніципалітет розташований на відстані близько 260 км на захід від Мадрида, 85 км на захід від Саламанки.

## Демографія
Динаміка населення (INE ):

## Зовнішні посилання
- Провінційна рада Саламанки: індекс муніципалітетів [Архівовано 23 квітня 2009 у Wayback Machine.]
- Посилання на Google Maps
- Вебсторінка муніципалітету Бермельяр [Архівовано 10 серпня 2018 у Wayback Machine.]